# China Investment Corporation
La Corporación de Inversión China (CIC) (inglés: China Investment Corporation; chino: 中国投资有限责任公司; pinyin: zhōngguó tóuzī yǒuxiàn zérèn gōngsī) es un fondo soberano de inversión responsable de administrar parte de reserva internacional de República Popular China. CIC fue establecido en 2007 con aproximadamente $200 mil millones USD de activos bajo administración. En el fin de 2018, CIC tuvo más de $941 mil millones USD de activos bajo administración.

## Historia
A partir de 2007, la República Popular China tuvo $1,4 mil millones USD en reservas internacionales, en 2013, ha crecido a $3,44 mil millones USD. La Corporación de Inversión China se estableció con la intención de utilizar estas reservas para el beneficio del estado, modelado en Temasek Holdings de Singapur. La empresa inversión estatal anterior Central Huijin Investment se fusionó en la empresa nueva como un filial de propiedad absoluta.
Bono especial de deuda pública se emitió para creación de la capital que CIC necesitaba. ¥1.550,35 mil millones CNY ($207,91 mil millones USD) se emitió en esta venta de bono. La procesa de bono fue completado en diciembre de 2007. Según a Lou Jiwei, la CIC tiene que hacer ganancias de ¥300 millones CNY cada día solo para pagar el interés de los bonos y costos de operación. CIC hizo su primer pago de interés en febrero de 2008 en que pagó 12,9 mil millones CNY.
En 2008, CIC se unió el Foro Internacional de Fondos Soberanos de Inversión y firmó a los Principios de Santiago sobre mejores prácticas en administración de fondo soberano de inversión.
En 2010, CIC estableció un nuevo filial, CIC International (Hong Kong) Co en Hong Kong y nombró Lawrence Lau como su presidente.
En 2011, CIC estableció su primera oficina internacional en Toronto, eligiendolo de centros financieros como Nueva York o London. Felix Chee fue el director ejecutivo.
En septiembre de 2013, el fondo adquirió un participación de 12,5 por ciento en empresa ruso de fertilizante potasa en Uralkali por un rumor de los $2 mil millones USD.
En marzo de 2014, CIC adquirió un participación de 40 millones en iKang Health Group. En octubre de 2015, CIC prestó capital en un acuerdo entre Carnival Corporation & plc y Corporación Estatal de Construcción Naval de China (CSSC)
En enero de 2017, adquirió una participación del 45% en el rascacielos de oficinas 1211 Avenue of the Americas, Nueva York, que valoró el edificio en $ 2.3 mil millones. El 31 de mayo de 2017, China Investment Corp. comunicó estaba en conversaciones para posiblemente comprar Logicor, una empresa de almacenamiento europea, de The Blackstone Group L.P. por $ 13,49 mil millones. Otras empresas también trataron de pujar por Logicor.

## Gobernancia
La dirección y consejo de administración de Corporación de Inversión China informan últimamente al Consejo de Estado de la República Popular China. Corporación de Inversión China es visto como atrincherado en el establecimiento político chino, así la composición de su consejo de administración se considera tiene influencia considerable en Ministro de Hacienda de China."

## Filiales y Interés minoritario
- GDF Suez Exploration & Production International SA (30%; empresa conjunta con Engie)[14][15]